# Paraptera danbyi
Paraptera danbyi là một loài bướm đêm trong họ Geometridae.